# Kung-fu čcha

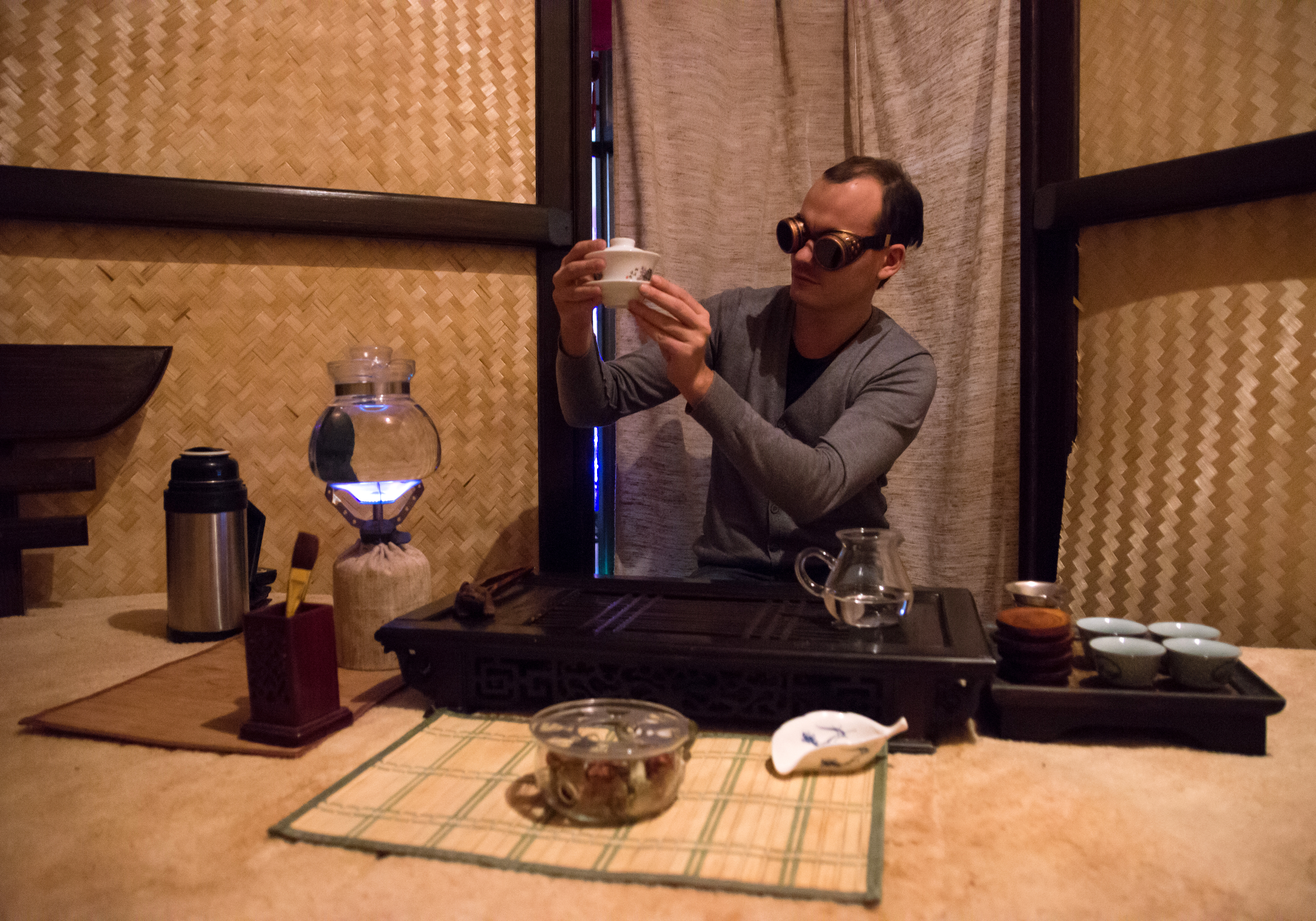

Kung-fu čcha (čínsky pchin-jinem Gōngfū chá, znaky zjednodušené 工夫茶, tradiční 功夫茶, v Česku často nesprávně Kung-fu cha) je čínský čajový obřad, který zahrnuje rituální přípravu a prezentaci čaje. Je méně formalizovaný než japonský čajový obřad. Svůj původ má v postupu přípravy čaje v oblasti provincií Fu-ťien a Kuang-tung. Dnes je tento přístup používán znalci čaje jako způsob, jak maximalizovat chuť kvalitního čaje, zejména druhů oolong a pchu-er.
Způsob přípravy je charakteristický používáním většího množství celých čajových lístků v poměru množství vody, ve které je připravován a následným opakovaným louhováním těchto lístků. Náčiní potřebné k přípravě čaje většinou zahrnuje tác (čajové moře), malou konvičku s malými šálky, čichací pohárky, konvici na ohřívání vody, slévací džbánek, špachtli, pinzetu, atd. Konvička je obvykle keramický i-sing nebo porcelánový kaj-wan.

## Historie
Počátky konzumace čaje v Číně spadají do období dynastie Tchang (618-907), přičemž čaj byl připravován výhradně z drcených lístků čaje. Používání celých čajových lístků na přípravu čaje se datuje až od období dynastie Ming (1386-1644).  První písemné zmínky o přípravě čaje způsobem kung-fu čcha, pocházejí z čchingského období (1644–1911). Objevují v například v knize Suej-jüan š’-tan („Menu zahrady spokojenosti“) napsanou básníkem a učencem Jüan Mejem (1716–1797), nebo v knize Meng-cchang ča-ču kterou napsal úředník Jü Ťiao (1751–?), působící okolo roku 1800 v provincii Kuang-tung.
Původně byl kung-fu čcha jeden z možných postupů v přípravě čaje, praktikovaný zejména na jihu Číny v provinciích Fu-ťien a Kuang-tung a zejména na jejich hranicích v okolí města Čchao-čou. V druhé polovině 20. století v souvislosti s celosvětovým vzrůstem obliby konzumace čaje docházelo ke zvýšení pozornosti k přípravě a podávání kvalitních čajů a oživení zájmu o historický kontext přípravy a podávání čaje. Z původně lokálně omezeného způsobu přípravy čaje se v 90. letech 20. století stala de facto norma čínského způsobu přípravy čaje.

## Postup
Základem je malá, uvnitř neglazovaná keramická konvice, která bývá tradičně vyrobena z hlíny z čínské oblasti I-sing. Dále jsou třeba malé misky a tzv. čichátka - válcovité nádobky, do kterých se čaj nalévá a ze kterých se před popíjením přelévá do čajových misek. Čichátka i misky proto mají stejný objem. Dále je třeba konvice na ohřívání vody, slévací džbánek, sítko a drobné nástroje pro manipulaci s čajem, jako je pinzeta a naběračka. Celá příprava se provádí na mělkém bambusovém nebo dřevěném podnosu s roštem, zvané čajové moře.
Při přípravě se v konvici ohřeje voda, která se nalije do konvičky a tím ji předehřeje a zvlhčí. Pak se přelije do džbánku a z něho se zavřená konvička ještě polévá zvenku. Do vyhřáté konvičky se vsype dostatečné množství čaje a nechá se chvíli nasávat vlhkost. Mezitím se horkou vodou vyhřejí čajové misky a čichátka. Následně se čaj v konvičce zalije vodou a po velice krátké chvíli se voda opět vylije. Následuje nové zalití vodou a po cca 20 sekundách slití do džbánku. Z něho se čaj rozlije do čichátek a ta se přikryjí miskami. Po chvilce se celé dvojice překlopí a čaj přelije z čichátek do misek. V misce se tak octne čaj připravený k popíjení, v čichátku zůstane jeho intenzivní vůně. Zalévání čaje v konvičce, loužení, slévání a popíjení se opakuje. Podle kvality čaje a teploty vody lze připravit 4-8 nálevů. Voda pro první zalití by měla mít asi 80 °C, pro další se její teplota zvyšuje. Doba loužení se postupně prodlužuje. Dobu zalití lze dobře odhadnout bez hodinek pomocí dechu. Zalití prvního nálevu může trvat sedm nádechů a výdechů, u každého dalšího nálevu se doba prodlužuje o dva až čtyři dechy. Přesný postup, teploty i časy se mohou lišit podle druhu čaje, chuti i zvyklosti.